# Glodeanu Sărat, Buzău
Glodeanu Sărat este satul de reședință al comunei cu același nume din județul Buzău, Muntenia, România.